# André Boucourechliev
André Boucourechliev (* 28. Juli 1925 in Sofia; † 13. November 1997 in Paris) war ein französischer Komponist, Pianist und Musikschriftsteller bulgarischer Herkunft.
Boucourechliev studierte ab 1946 Musiktheorie und Klavier an der Staatlichen Musikakademie in Sofia und war an der École Normale de Musique de Paris Schüler von Walter Gieseking; das Konzertdiplom legte er vor Alfred Cortot ab. Seine ersten elektroakustischen Kompositionen wurden vom Domaine musical, einer von Pierre Boulez gegründeten Konzertgesellschaft, aufgeführt. Bekannt als Komponist wurde er durch Archipel, eine Folge von fünf Instrumentalwerken in unterschiedlicher Besetzung (1967–1970). Es folgten Ombres für Streichorchester, Faces, ein Klavierkonzert, Thrène für elektronische Instrumente nach einer Dichtung von Stéphane Mallarmé und 1978 die Oper Le nom d'Oedipe. 1984 entstand Lit de neige nach Paul Celan und Le miroir für Sopran und Orchester. Sein letztes Werk Trois Fragments de Michel Ange entstand 1995.
Daneben war Boucourechliev ein Musikschriftsteller von Rang: Er verfasste Biographien von Robert Schumann (1956), Frédéric Chopin (1962), Ludwig van Beethoven (1963), Igor Stravinsky (1982) und Claude Debussy, die heute als Standardwerke gelten.